# I Can't Get Next to You
I Can't Get Next to You è un singolo discografico del gruppo vocale statunitense The Temptations, pubblicato nel 1969.

## Il brano
Il brano è stato scritto da Norman Whitfield e Barrett Strong 
e prodotto da Whitfield. Esso è stato registrato presso l'Hitsville U.S.A., quartier generale della Motown e studio di registrazione situato a Detroit, nel periodo giugno-luglio 1969.

## Tracce
- 7"

1. I Can't Get Next to You
2. Running Away (Ain't Gonna Help You)

## Formazione
- David Ruffin
- Eddie Kendricks
- Paul Williams
- Melvin Franklin
- Otis Williams
- The Funk Brothers

## Cover
- Una cover della canzone è stata pubblicata dal cantante statunitense Al Green nel 1971 all'interno del suo terzo album in studio Al Green Gets Next to You.